# Hildegund av Schönau

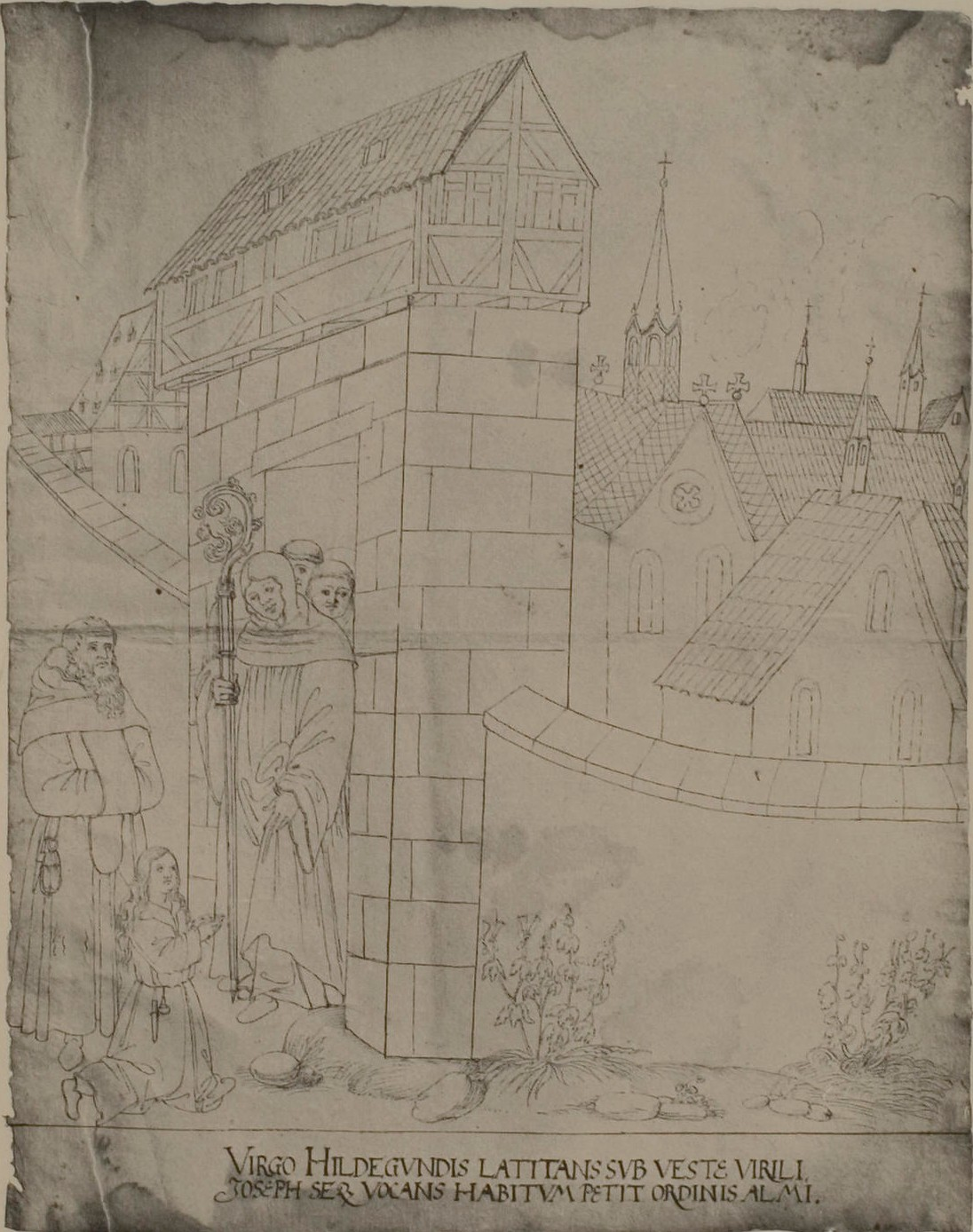
Teckning från 1500-talet som föreställer Hildegund enligt konstnärens tolkning.

Hildegund av Schönau, född cirka 1170 i Helpenstein, död 20 april 1188 i Schönau i närheten av Heidelberg, var en tysk kvinna som levde som munk under namnet Joseph. Hon vördas som helgon, men är inte kanoniserad.

## Biografi
Hildegund av Schönau föddes i en adlig familj. Hennes mor dog när hon fortfarande var ung och som tolvåring reste hon tillsammans med sin far som pilgrim till den Heliga graven i Jerusalem. För Hildegunds säkerhet fick hon klä sig som pojke, och resa under namnet Joseph. Under resan dog hennes far, varpå Hildegund var med om flera strapatser. Till slut anslöt hon sig till ett cistercienskloster i Schönau, fortfarande klädd som pojke.  
Tre dagar innan Hildegund skulle avlägga sina klosterlöften blev hon allvarligt sjuk, och dog den 20 april 1188. Då kroppen tvättades uppdagades att hon var kvinna.
Hildegunds liv beskrivs i fem olika samtida texter, varav den tidigaste skrevs samma år som hon dog.
Hennes högtidsdag firas den 20 april.